# Martha Christensen
Martha Johanne Christensen (født 12. juni 1926 i Holsted, død 3. januar 1995 i Svanninge) var en dansk forfatter.
Martha Christensen voksede op i Holsted i Jylland. Hun var uddannet og arbejdede som fritidspædagog. I 1988 modtog hun Boghandlernes gyldne Laurbær for romanen Dansen med Regitze.
Martha Christensen blev født 12. juni 1926 i Holsted i Sydvestjylland. Hendes far var smed. Egentlig ville hun gerne have været bibliotekar, idet hun allerede som ung holdt af bøger og af at skrive, men hun uddannede sig først på handelsskole, læste dernæst på seminariet, som hun dog opgav. Hun valgte så at blive fritidspædagog og blev færdiguddannet i 1950 (1951?).
Efter et års arbejde på et børnehjem i Norge kom Martha Christensen til "Svanegården" i Odense. Her havde hun sin livslange gerning som fritidspædagog, indtil hun valgte at gå på pension og hellige sig skriveriet som 60-årig i 1986.
Martha Christensen boede de sidste mange år sammen med en veninde på en lille stråtækt bondegård i landsbyen Millinge ved Falsled på Sydfyn. Hun døde 3. januar 1995 efter lang tids sygdom – uden at efterlade sig nogen børn.
Martha Christensen fik udgivet en række digte og noveller i tidsskriftet Vild Hvede i årene 1949-51. Hun debuterede som romanforfatter i 1962 med "Vær god ved Remond", om en åndssvag dreng, der bliver anbragt på et børnehjem.
Det var ikke mindst i sit arbejde som fritidspædagog, Martha Christensen hentede stoffet til sine bøger. Hun skrev om og med sympati for samfundets "stille eksistenser", de svage og udstødte i det sociale hierarki. Hendes romaner er vedkommende og jordnære. De blev skrevet med enkle litterære midler, hvilket måske ikke medførte den store anerkendelse i akademiske kredse, men hun blev en af Danmarks mest læste forfattere, og hun modtog et væld af priser og fornemme hædersbevisninger.
Gennem sit 32-årige forfatterskab skrev Martha Christensen i alt 15 romaner og 3 novellesamlinger.
Kasper Rostrups filmatisering af "Dansen med Regitze" i 1989 med Ghita Nørby og Frits Helmuth i hovedrollerne blev en stor succes.
Martha Christensen er kendt for hendes fire typer romaner (som hun selv inddelte dem i): samvittighedsbøgerne, de sociale romaner, familiebøgerne og andet. Nogle mener, at hun hentede inspiration fra den anden danske forfatter Martin Andersen Nexø, fordi han også skrev om de svageste i samfundet - dog mere fattige end retarderede og handicappede.